# Christian Wilhelm Niedner
Christian Wilhelm Niedner (* 9. August 1797 in Oberwinkel bei Waldenburg (Sachsen); † 13. August 1865 in Berlin) war ein deutscher Kirchenhistoriker.

## Leben
Niedner war der Sohn eines sächsischen Pfarrers. Nach dem Besuch des Gymnasiums begann er in Leipzig Theologie zu studieren. 1826 habilitierte er sich an der philosophischen Fakultät, bevor er zwei Jahre später Baccalaureus der Theologie wurde. Nach dem Tod seines Lehrers Heinrich Gottlieb Tzschirner gab er 1829 posthum den ersten Band von dessen Studie „Der Fall des Heidenthums“ heraus. Im selben Jahr wurde er außerordentlicher, im Jahr 1838 schließlich ordentlicher Professor der Theologie an der Leipziger Universität. Er hielt Vorlesungen vor allem über Kirchen- und Dogmengeschichte, aber auch über die „Geschichte der neuern Philosophie seit Kant“. Um 1851 legte er seine Professur nieder und übersiedelte nach Wittenberg. Erst 1859 folgte er einem Ruf an den Berliner Lehrstuhl für Kirchengeschichte.
Niedner ist in die Reihe der Vermittlungstheologen einzuordnen.

## Mitgliedschaften
Christian Wilhelm Niedner war Mitglied der Deutschen Morgenländischen Gesellschaft.

## Werk
1846 veröffentlichte Niedner seine „Geschichte der christlichen Kirche“, die ein Jahr nach seinem Tod in einer überarbeiteten Auflage mit neuem Titel („Lehrbuch der christlichen Kirchengeschichte von der ältesten Zeit bis auf die Gegenwart“) erschien. Es handelt sich um „ein knochentrocken-informatives, umfassendes und skelettartig knappes Handbuch, mit dem sich arbeiten läßt, weil man sich nicht durch literarischen Schmus ohne exakte Angaben hindurchlesen muß“.
Nach dem Tod des Professors Christian Friedrich Illgen, gab er zwischen 1845 und 1865 dessen Zeitschrift für die historische Theologie weiter heraus.